# Бойко Андрій Борисович
Андрій Борисович Бойко (нар. 27 квітня 1981, Біла Церква, Київська область, УРСР) — український футболіст, захисник.

## Клубна кар'єра
Розпочав професійну кар'єру в клубі «Рось» з Білої Церкви.
У Другій лізі дебютував 23 червня 1998 року в матчі проти херсонського «Кристала» (4:0).
З 2003 року по 2005 рік виступав за маріупольський «Іллічівець». У Вищій лізі дебютував 9 березня 2003 року в матчі проти «Кривбасу» (2:0). 15 липня 2004 року дебютував у першому кваліфікаційному раунді Кубку УЄФА в матчі проти єреванського «Бананца» (2:0).
З 2006 року по 2007 рік виступав за: «Кривбас», алчевську «Сталь» і «Закарпаття».
Влітку 2007 року перейшов у сімферопольську «Таврію». У січні 2009 року залишив розташування «Таврії». За взаємною домовленістю з клубом, футболістові було надано статус вільного агента.
29 січня 2009 року перейшов у полтавську «Ворсклу». У складі «Ворскли» став володарем Кубка України.
У 2010 році перейшов до ужгородського «Закарпаття».
Влітку 2011 року проходив збори в московському «Торпедо».
Потім підписав контракт із запорізьким «Металургом».
У 2013 році виступав за харківський «Геліос».
Взимку 2014 року підписав контракт з клубом «Трат», який виступав у першій лізі Таїланду.
З 2015 по 2016 роки захищав кольори клубу «Удон Тані».
У 2016 році грав за «Кримтеплицю» у так званій Прем'єр-лізі Криму.

## Кар'єра в збірній
У серпні 2003 року отримав виклик до молодіжної збірної України.

## Статистика

### Клубна
| Сезон   | Клуб                   | Ліга                | Чемпіонат | Чемпіонат | Кубок | Кубок | Єврокубки | Єврокубки |
| Сезон   | Клуб                   | Ліга                | Матчі     | Голи      | Матчі | Голи  | Матчі     | Голи      |
| ------- | ---------------------- | ------------------- | --------- | --------- | ----- | ----- | --------- | --------- |
| 1997/98 | «Рось»                 | Друга ліга України  | 1         | 0         | 0     | 0     | —         | —         |
| 1998/99 | «Рось»                 | Друга ліга України  | 11        | 0         | 0     | 0     | —         | —         |
| 1999/00 | «Рось»                 | Друга ліга України  | 25        | 2         | 3     | 0     | —         | —         |
| 2000/01 | «Рось»                 | Друга ліга України  | 26        | 5         | 1     | 0     | —         | —         |
| 2001/02 | «Рось»                 | Друга ліга України  | 32        | 5         | 4     | 0     | —         | —         |
| 2002/03 | «Рось»                 | Друга ліга України  | 14        | 1         | 1     | 0     | —         | —         |
| 2002/03 | «Іллічівець»           | Вища ліга України   | 13        | 1         | 0     | 0     | —         | —         |
| 2003/04 | «Іллічівець»           | Вища ліга України   | 26        | 1         | 4     | 0     | —         | —         |
| 2004/05 | «Іллічівець»           | Вища ліга України   | 24        | 0         | 2     | 1     | 4         | 0         |
| 2005/06 | «Іллічівець»           | Вища ліга України   | 6         | 0         | 3     | 0     | —         | —         |
| 2005/06 | «Кривбас»              | Вища ліга України   | 4         | 0         | 0     | 0     | —         | —         |
| 2006/07 | «Сталь» (Алчевськ)     | Вища ліга України   | 5         | 0         | 1     | 0     | —         | —         |
| 2006/07 | «Закарпаття»           | Перша ліга України  | 7         | 0         | 0     | 0     | —         | —         |
| 2007/08 | «Таврія» (С)           | Вища ліга України   | 25        | 0         | 4     | 0     | —         | —         |
| 2008/09 | «Таврія» (С)           | Вища ліга України   | 2         | 0         | 0     | 0     | 2         | 0         |
| 2008/09 | «Ворскла»              | Вища ліга України   | 7         | 1         | 1     | 0     | —         | —         |
| 2009/10 | «Закарпаття»           | Вища ліга України   | 0         | 0         | 0     | 0     | —         | —         |
| 2010/11 | «Закарпаття»           | Вища ліга України   | 22        | 1         | 0     | 0     | —         | —         |
| 2011/12 | «Металург» (Запоріжжя) | Перша ліга України  | 23        | 2         | 0     | 0     | —         | —         |
| 2012/13 | «Металург» (Запоріжжя) | Перша ліга України  | 4         | 0         | 0     | 0     | —         | —         |
| 2013/14 | «Геліос»               | Перша ліга України  | 10        | 0         | 0     | 0     | —         | —         |
| 2013/14 | «Трат»                 | Перша ліга Таїланда | 15        | 1         | 0     | 0     | —         | —         |

## Досягнення
- Кубок України
  -  Володар (1): 2008/09

- Перша ліга України
  -  Срібний призер (1): 2011/12